# Alida Francis
Alida Francis (Sint Eustatius, ca. 1965) is een Nederlands bestuurder. Sinds 10 april 2024 is zij gezaghebber van Sint Eustatius. Daarvoor was zij regeringscommissaris van Sint Eustatius. Van 15 februari 2020 tot haar benoeming tot regeringscommissaris was Francis al plaatsvervangend regeringscommissaris. Op 8 maart 2024 werd ze voorgedragen als de eerste vrouwelijke gezaghebber van Sint Eustatius, ingaande de datum waarop het Koninklijk Besluit fase 3.0 van de Wet herstel voorzieningen Sint Eustatius in werking zou treden.

## Biografie
Francis is geboren en getogen op Sint Eustatius. Tussen 1977 en 1985 was zij woonachtig op Aruba, waar zij het havo-diploma behaalde aan het Colegio Arubano. Vervolgens studeerde zij journalistiek aan de Hogeschool Tilburg.
Haar loopbaan begon in 1989 als omroepjournalist in Sint Maarten. Een jaar later stapte zij over naar de overheid, waar zij op het kabinet van de gezaghebber van Sint Maarten aan de slag ging als specialist protocol en public relations. Tussen 1992 en 2010 was zij directeur van de Sint Eustatius Tourism Development Foundation. In 1995 werd zij namens Sint Eustatius benoemd tot lid van de commissie natievorming van de Nederlandse Antillen. Op 27 april 2007 werd Alida Francis benoemd tot Ridder in de Orde van Oranje-Nassau.
Sedert 2010 is Francis in dienst van de Rijksdienst Caribisch Nederland, waar zij als waarnemend hoofd communicatie verantwoordelijk is voor alle communicatiestrategieën voor de BES-eilanden. Na orkaan Irma leverde ze een belangrijke bijdrage aan de wederopbouw van Sint Eustatius.
Francis was plaatsvervangend regeringscommissaris van Sint Eustatius sinds 15 februari 2020 en volgde hiermee Mervyn Stegers op. Samen met de regeringscommissaris, Marnix van Rij was zij belast met het op de rails krijgen van het bestuur op Sint Eustatius. De functies van regeringscommissaris en plaatsvervangend regeringscommissaris werden in februari 2018 ingesteld nadat het bestuurscollege en de eilandsraad van Sint Eustatius van Sint Eustatius wegens grove taakverwaarlozing opzij werden geschoven. Met ingang van 22 juni 2021 werd zij benoemd tot regeringscommissaris van Sint Eustatius. Haar opvolger als plv. regeringscommissaris was Claudia Toet.